# Танкосић и Павловић
„Танкосић и Павловић” је југословенски кратки ТВ филм из 1976. године. Режирао га је Александар Мандић а сценарио је написао Миленко Вучетић.

## Улоге
| Глумац      | Улога                   |
| ----------- | ----------------------- |
| Милош Жутић | Митар Танкосић, инжењер |